# Rai Vloet
Rai Hendrikus Martinus Vloet (Schijndel, 8 maggio 1995) è un calciatore olandese, centrocampista svincolato.

## Caratteristiche tecniche
È un trequartista molto dinamico, abile nel tiro e nei calci da fermo, bravo tecnicamente e con un buon senso del gol.

## Statistiche

### Presenze e reti nei club
Statistiche aggiornate al 9 novembre 2018.
| Stagione             | Squadra              | Campionato           | Campionato | Campionato | Coppe nazionali | Coppe nazionali | Coppe nazionali | Coppe continentali | Coppe continentali | Coppe continentali | Altre coppe | Altre coppe | Altre coppe | Totale | Totale |
| Stagione             | Squadra              | Comp                 | Pres       | Reti       | Comp            | Pres            | Reti            | Comp               | Pres               | Reti               | Comp        | Pres        | Reti        | Pres   | Reti   |
| -------------------- | -------------------- | -------------------- | ---------- | ---------- | --------------- | --------------- | --------------- | ------------------ | ------------------ | ------------------ | ----------- | ----------- | ----------- | ------ | ------ |
| 2013-2014            | Jong PSV             | ED                   | 26         | 5          | -               | -               | -               | -                  | -                  | -                  | -           | -           | -           | 26     | 5      |
| 2014-2015            | Jong PSV             | ED                   | 13         | 4          | -               | -               | -               | -                  | -                  | -                  | -           | -           | -           | 24     | 41     |
| 2015-gen. 2016       | Jong PSV             | ED                   | 12         | 7          | -               | -               | -               | -                  | -                  | -                  | -           | -           | -           | 24     | 41     |
| ago. 2016            | Jong PSV             | ED                   | 2          | 0          | -               | -               | -               | -                  | -                  | -                  | -           | -           | -           | 2      | 2      |
| Totale Jong PSV      | Totale Jong PSV      | Totale Jong PSV      | 53         | 16         |                 | -               | -               | -                  | -                  | -                  | -           | -           | -           | 53     | 16     |
| 2014-2015            | PSV Eindhoven        | E                    | 8          | 0          | CO              | 1               | 0               | UEL                | 3                  | 0                  | -           | -           | -           | 12     | 0      |
| 2015-gen. 2016       | PSV Eindhoven        | E                    | 1          | 0          | CO              | 2               | 0               | UCL                | 1                  | 0                  | -           | -           | -           | 4      | 0      |
| Totale PSV Eindhoven | Totale PSV Eindhoven | Totale PSV Eindhoven | 9          | 0          |                 | 3               | 0               |                    | 4                  | 0                  | -           | -           | -           | 16     | 0      |
| gen.-giu. 2016       | Cambuur              | E                    | 8          | 0          | CO              | -               | -               | -                  | -                  | -                  | -           | -           | -           | 8      | 0      |
| ago. 2016-2017       | Eindhoven            | ED                   | 32         | 12         | CO              | 2               | 1               | -                  | -                  | -                  | -           | -           | -           | 34     | 13     |
| 2017-2018            | NAC Breda            | E                    | 31         | 4          | CO              | 1               | 1               | -                  | -                  | -                  | -           | -           | -           | 32     | 5      |
| 2018-2019            | Frosinone            | A                    | 5          | 0          | CI              | -               | -               | -                  | -                  | -                  | -           | -           | -           | 5      | 0      |
| Totale carriera      | Totale carriera      | Totale carriera      | 138        | 32         |                 | 6               | 2               |                    | 4                  | 0                  |             | -           | -           | 148    | 34     |

## Palmarès

### Club

#### Competizioni nazionali
- Campionato olandese: 1

PSV Eindhoven: 2014-2015
- Supercoppa dei Paesi Bassi: 1

PSV Eindhoven: 2016

### Nazionale
- Campionato d'Europa Under-17: 1

Slovenia 2012